# Plebeia tica
Plebeia tica är en biart som först beskrevs av Johan Nordal Fischer Wille 1969.  Plebeia tica ingår i släktet Plebeia och familjen långtungebin. Inga underarter finns listade i Catalogue of Life.